# Majdan-Grabina
Majdan-Grabina – wieś w Polsce położona w województwie lubelskim, w powiecie kraśnickim, w gminie Zakrzówek.
W latach 1975–1998 miejscowość administracyjnie należała do ówczesnego województwa lubelskiego.
Wieś stanowi sołectwo gminy Zakrzówek. Według Narodowego Spisu Powszechnego (III 2011 r.) wieś liczyła 816 mieszkańców.
Na pograniczu ze Studziankami odkryto ślady najstarszego osadnictwa gminy. W miejscowości funkcjonuje Publiczna Szkoła Podstawowa im. Jana Matejki, remiza Ochotniczej Straży Pożarnej, mleczarnia i kaplica parafii Św. Mikołaja w Zakrzówku.
Do 2005 roku istniała kolonia Kopaniny, która obecnie jest wymieniana jako historyczna nazwa miejscowości.